# 2010 Chebyshev
2010 Chebyshev este un asteroid din centura principală, descoperit pe 13 octombrie 1969 de Bella Burnasheva.